# H. Robert Horvitz
H. Robert Horvitz (Chicago, 8. svibnja 1947.) američki je biolog koji je 2002. godine dobio Nobelovu nagradu za fiziologiju ili medicinu zajedno sa Sydneyjem Brennerom i Johnom E. Sulstonom za otkrića vezana uz genetičku regulaciju razvoja organa i programiranu staničnu smrt.

## Vanjske poveznice
- Nobelova nagrada - autobiografija (engl.)